# Casinaria legalis
Casinaria legalis là một loài tò vò trong họ Ichneumonidae.